# طلاغة العليا (سر أسياب يوسفي)
طلاغة العلیا (بالفارسية: طلاگه علیا) هي قرية تقع في إيران في قسم سر أسياب يوسفي الريفي. يقدر عدد سكانها بـ 118 نسمة .